# 無双OROCHIシリーズ
『無双OROCHIシリーズ』（むそうおろちシリーズ）はオメガフォースが制作し、コーエーテクモゲームス（旧コーエー）から発売されているテレビゲームシリーズ。

## シリーズ
| 2007 | 無双OROCHI          |
| 2008 | 無双OROCHI 魔王再臨 |
| 2009 |                     |
| 2010 |                     |
| 2011 | 無双OROCHI2         |
| 2012 |                     |
| 2013 |                     |
| 2014 |                     |
| 2015 |                     |
| 2016 |                     |
| 2017 |                     |
| 2018 | 無双OROCHI3         |

ナンバリング作品
- 無双OROCHI（以後『OROCHI』） PS2 - 2007年3月21日、Xbox 360 - 2007年9月13日、PSP - 2008年2月21日、Windows - 2008年3月20日
- 無双OROCHI 魔王再臨（以後『魔王再臨』） PS2 - 2008年4月3日、Xbox 360 - 2008年9月4日、PSP - 2008年11月27日
  - 無双OROCHI Z（以後『Z』） PS3 - 2009年3月12日、Windows - 2009年11月27日
- 無双OROCHI2（以後『2』） PS3/Xbox 360 - 2011年11月22日
  - 無双OROCHI2 Special（以後『2Special』） PSP - 2012年7月19日
  - 無双OROCHI2 Hyper（以後『2Hyper』） Wii U - 2012年12月8日、
  - 無双OROCHI2 Ultimate（以後『2Ultimate』） PS3/PS Vita - 2013年9月26日、PS4 - 2014年6月26日、Xbox One - 2014年9月4日、Switch - 2017年11月9日
- 無双OROCHI3（以後『3』）PS4/Switch/Xbox One[1] - 2018年9月27日、Steam - 2018年10月16日
  - 無双OROCHI3 Ultimate（以後『3Ultimate』）PS4/Switch - 2019年12月19日、Steam - 2020年2月14日

モバイル作品
- 100万人の無双OROCHI GREE - 2012年9月20日〜2014年7月22日、Mobage - 2013年12月06日〜2014年7月22日

欧米では魔王再臨が『Warriors Orochi 2』として発売されたため、以降のナンバリングにズレが生じている。

## 概要
『真・三國無双シリーズ』の世界と『戦国無双シリーズ』の世界が融合されてしまった異世界を舞台に、『三國』と『戦国』の英雄たちの共闘や対立など、日中の英雄共演が繰り広げられる無双シリーズのオールスター版。『三國』と『戦国』のキャラクターが全てプレイヤーキャラとして総登場する他、神話や仙界の住人、前述2作品以外の時代の英雄、コーエーテクモの他作品や他メーカーからのゲストキャラクターも登場する。
システムとしては、通常の無双シリーズとは違い1人ではなく3人を選んで3人一組で出撃し、使用キャラを随時切り替えながら戦えるのが特徴で、アクションは『三國』と『戦国』のキャラクターはそれぞれのシリーズの最新作に準拠したものになっている（OROCHIのみのオリジナルキャラクターはどちらかに似た形になる）。また、各キャラクターにはそれぞれ異なるアタッカータイプが設定されており、『1』では敵からの攻撃でのけぞらずに戦える「パワー（力）タイプ」、ジャンプキャンセルによる素早さを生かした攻撃ができる「スピード（速）タイプ」、補助的なアクションを得意とする「テクニック（技）タイプ」の3タイプに分けられている。『2』では新たに影技による怒涛の攻めが可能な「ワンダー（閃）タイプ」が追加された。『3』では「閃タイプ」はなくなり、「技タイプ」に統合された。

## ストーリー

### OROCHI
シナリオは蜀・魏・呉・戦国の4つに別れ、それぞれ趙雲・曹丕・孫策・織田信長の視点を中心として物語が展開される。それぞれのストーリーはメインとなるシナリオのほかに外伝ステージがあり、ステージのクリアまたは条件達成により外伝ステージでのプレイや新しいキャラクターの使用が可能となる。
これらのシナリオは時間的にはすべてほぼ同時進行となっており、あるシナリオでの武将の言動が、他のシナリオの伏線となっているケースも多い。最終章は古志城の戦いで統一されている。
蜀軍
劉備が生死不明となり、求心・統率力を失った蜀軍は遠呂智の属国に。
遠呂智に仕えることを良しとしなかったが捕らわれて監禁されていた趙雲は絶望の淵にいたが、そこに左慈が「劉備が生きている」ことを伝え、星彩と九州軍を連れて趙雲を解放するのだった。
魏軍
生死不明となった曹操に代わり、曹丕が統括している魏勢力。しかしながら魏軍侮り難しと見た遠呂智は、他勢力の駆逐を優先すべしと同盟を持ちかけ、これを曹丕が承諾。
遠呂智軍と同盟を組み、反遠呂智勢力に攻撃を仕掛ける曹丕と張遼と徐晃だったが、夏侯氏や許褚は曹操の帰還を信じ、反遠呂智軍と共に戦っていた。
呉軍
孫堅を始め、多くの武将が遠呂智の捕虜となった呉勢力。遠呂智は反乱軍を倒せば、その度に呉軍の人質を一人帰してやると交換条件を持ちかける。
孫策は人質を取り戻すべく、同じく多くの仲間を捕われてしまった徳川家康や服部半蔵と共に、不本意ながらも遠呂智の属国として反遠呂智勢力と戦う。
戦国武将
かろうじて勢力を保ち、遠呂智に抵抗する織田信長・武田信玄・上杉謙信の三大名。
それぞれ窮地ながらも協力はしようとせず、あくまで自身の勢力にこだわり、各地の反遠呂智勢力を吸収し、軍の増強を図っていた。織田軍には明智軍や豊臣軍が従う。

### 魔王再臨
前回は各シナリオがリンクしていたが、今回は独立したシナリオとなっている。また外伝が存在せず、このストーリーでの追加キャラクターは基本的に真・遠呂智以外はステージをクリアするだけで追加されていく。各軍の第8章（最終章）は、各軍がかつて決戦を繰り広げたステージになっている。
蜀軍
魔王・遠呂智亡き後天下は平和な時を取り戻していた。しかし、妲己らを初めとする遠呂智の残党は各地に隠遁していた。
太公望や左慈ら、妲己を追う仙人達は孫尚香を迎えた劉備の元を訪れ、蜀軍そして同盟する今川義元ら東日本武士団の力を使って妲己を捕えようと画策する。
魏軍
遠呂智亡き後も、戦乱の嵐が止まることはなかった。遠呂智の残党である妖魔たち、遠呂智の世を継ごうとする伊達政宗、酒池肉林の夢を追う董卓、自らの武を天下に示さんとする呂布。
そして魏の勢力を復興させた曹操もまた、これらを討伐すべく、くのいちを登用したうえ軍を発した。彼の傍らには謎の女剣士・女媧の姿があった。
呉軍
遠呂智の残党を討伐すべく出陣した途上、呂布に襲われていた源義経と名乗る若武者を救出した呉軍そして同盟する長宗我部元親ら西日本武士団。
義経は自分が追う「ある男」の情報を集めるために呉軍に協力を申し出る。孫堅は民を守ることを優先し出陣を躊躇っていたが…
戦国
平和が戻った世界を放浪していた島左近は、ある村で遠呂智の残党である董卓が張角を襲うのを目撃し、これを九州・黄忠軍と徐晃と宮本武蔵と組んで討伐する。
これに大きな争いの前兆を逸早く察知した左近は、各地の諸将に同盟を呼びかけるべく行動を開始する。左近の将器に目をつけた仙人・伏犠も同行し、影に日向に彼をサポートする。
遠呂智
前作『無双OROCHI』の前日譚に位置するストーリー。遠呂智が如何にして軍をまとめ上げ、前作の状況を作り上げたかといった部分が明かされる。

### 2
魔王・遠呂智との二度の戦いから数年。三国と戦国の英傑たちは、創造主亡き後の世界の覇権を巡っていつ果てるともなく戦いを続けていた。
だが、八岐大蛇にも似た巨大な怪物・妖蛇の出現と共に全ては一変。覇権争いで力をすり減らしていた英傑たちに抗する術はなく、国々は滅び、英傑達も戦死あるいは行方不明となってしまう。
辛うじて生き残った馬超・司馬昭・竹中半兵衛の3人は、勝てる見込みは限りなく少ないと知りつつ討伐軍を結成し妖蛇に立ち向かうが、戦力差は歴然としており為す術もなかった。
そんな絶望的な状況の中、女仙・かぐやが現れ3人を救う。
彼女の導きで妖蛇に滅ぼされる前の過去へ飛んだ3人は、絶望的な未来を変えるために再び立ち上がるのであった。
今回のシナリオは基本的には一本道で進行し、1〜3つのメインステージをクリアすることで次のストーリーが現れ、それを繰り返すことで章が進んでいく。
このメインステージの他に、特定の武将の参入や友好度の上昇といった条件を満たすことで、会話が発生し外伝ステージが出現する。
一部の外伝ステージでは条件をクリアすることで、既にクリアしていたメインステージの展開に影響を及ぼす事が可能。
『2Ultimate』追加メインシナリオはグッドエンディングの後日談となる。

### 3
魔王・遠呂智との数度の戦いに勝利した三国と戦国の英傑たちは、融合が解けて元に戻った世界で、遠呂智との戦いの記憶を全て忘れてそれぞれの日常を過ごしていた。
そんな彼らの戦いを、オリュンポスを統べる神・ゼウスが水鏡を通して眺めていた。魔王をも退ける英傑たちの力に興味を示したゼウスは、彼らの力を試すために、神の力が込められた「ウロボロスの腕輪」を使って再び世界を融合させる。だが、ゼウスの息子の一人であるペルセウスは、人間たちの運命を己の勝手で弄ぶゼウスの行いに嫌気が差し、残りの腕輪を天界から持ち去り、地上へ逃げ込む。ペルセウスは自分と同じゼウスの子であるアテナとアレスに追われ、辛うじて逃げおおせるが、その際に腕輪が地上にばら撒かれてしまう。
一方、井伊直政・井伊直虎・本多忠勝の3人は小牧の地を目指していたが、その途中に見知らぬ土地に迷い込み、呂布と遭遇する。忠勝は呂布と相対するが、およそ人間のものとは思えない超人的な力を発揮する呂布の前に撤退を余儀なくされる。その出来事が、三国・戦国、そして仙界の英傑たちを再び集結させ、神々をも巻き込んだ戦乱の始まりとなるのであった。
ストーリーモードは『2』と同じく一本道だが、シナリオ改変要素がない。
物語は『2』トゥルーエンディングの続きである為、全勢力の人間関係がリセットされている。

## キャラクター

### 『無双OROCHI』 PC
遠呂智（おろち）
武器：大鎌
声：置鮎龍太郎 一人称：我 身長：210cm
「戦国」の世界と「三國」の世界を融合させた張本人。
『OROCHI』では圧倒的な力で世界を支配するが、その真意は不明のままだった。
その後『魔王再臨』では平清盛の力で復活を遂げる。また同作では、彼が元々仙界の住人でそのあまりの強さと過去の罪によって幽閉されるが妲己の手引きにより脱走し、その後自らの生に幕を引く強者を求めるために三國の世と戦国の世を融合したということが明かされた。
その願望は『魔王再臨』にて果たされることになったが、それが『2』での災厄のきっかけとなる。『2Ultimate』では彼の正体が判明した。
パワータイプで長いリーチと広い攻撃範囲で威力の高い攻撃を揃えるが、技の発生は遅い。攻撃モーションは、戦国無双のチャージ攻撃タイプに三國無双タイプの通常攻撃9段などをあわせた独自のもの（攻略本には「遠呂智タイプ」と記載）。無双奥義は全方位に衝撃波を巻き起こすものである。
なお、「遠呂智」という漢字表記は『古事記』からの抜粋である。
妲己（だっき）
武器：妖玉
声：金月真美 一人称：私 身長：170cm
遠呂智の腹心。元は仙界の住人だった。他の人物に変身できる能力や瞬間移動能力（自分以外の存在を移動させることも可能）を持つ。性格は気まぐれで残忍であり、多くの武将を茶化す癖があるが、
卑弥呼に対しては姉や母のように振る舞い、本気で身柄を心配している。また、シリーズを重ねるごとに喜怒哀楽の表現がより鮮明になっている。自称「名軍師」ながら、反乱軍の智謀の士の前に遅れを取る事も多い。遠呂智の目的を理解していたかは不明。
テクニックタイプで攻撃範囲は広く全体攻撃が多いが、コンボ間隔に並々ならぬ癖があるため、操作に慣れを要求される。攻撃モーションは三國無双の武将と概ね同じ。無双乱舞は飛び上がって上空から爆弾を投げつけるというもの。
『2』では卑弥呼と妖蛇討伐軍との約束に従って討伐軍に参加し、結果的には討伐軍と共に妖蛇へと変貌した遠呂智を討つが、『2Ultimate』では玉藻前と手を組んだ為また敵に回る（プレイヤーキャラとして一時使用不可になる訳ではない）。
同名のキャラクターが過去にも同社のゲーム『封神演義』シリーズに登場しているが、設定は大きく異なる。

### 『無双OROCHI 魔王再臨』 追加PC
太公望（たいこうぼう）
武器：釣竿型宝貝
声：岸尾だいすけ 一人称：私 身長：175cm
仙界の住人。頭脳明晰ながら自身を全知全能と称するなど自信過剰気味な言動が多い。伏犠からは「坊主」、妲己や女媧からは「坊や」と呼ばれていることから、仙界の住人としては若い分類に入ると思われる。
『魔王再臨』では、当初は人の力を信用しておらず、妲己を捕縛し仙界へ連れ戻すために蜀を利用しようとしていたが、やがて人間の持つ可能性を信じるようになる。『2』では妖蛇討伐のために、かぐやと共に英傑たちを指揮し、自らは酒呑童子を追う。
釣竿を鞭のように振るって殴打する他、チャージ攻撃の際に仙術玉を呼び出しモーニングスターのようにして攻撃する。このチャージ攻撃の際に地面に陰陽の模様を設置し、無双ゲージを消費するタイプアクションによってそれを起爆することが可能。なお、3武器は彼の宝貝、4武器は（古典ではなく安能務版封神演義における設定の）申公豹の宝貝である。
同名のキャラクターが過去にも同社のゲームの『真・三國無双 2nd Evolution』（姿は妖術兵でボイスはモブ老文官。モーションは左慈に同じ）や『封神演義』シリーズに登場しているが、設定は大きく異なる。
伏犠（ふっき）
武器：巨剣
声：安元洋貴 一人称：ワシ 身長：180cm
仙界の住人でリーダー的な存在。豪放磊落な性格で老将のような言葉遣いをする。自分の名前と「腹筋」をかけるなど、親父ギャグ的な駄洒落も好む。
島左近の力を見込んでいる。応龍とはよき戦友の関係にあった。
元々同名のキャラクターが『真・三國無双2』（『猛将伝』含む）にプレイアブルキャラクターとして登場していたが、本シリーズにおいて再登場するにあたり、キャラクター設定、デザイン、担当声優のいずれも新規に改められた。女媧との関係も『真・三國無双2』ではゲーム内の解説で夫婦であるとされていたが、本シリーズではあくまで人界にそのような信仰が存在するのみに留まっている。
女媧（じょか）
武器：細剣
声：牧島有希 一人称：私 身長：168cm
仙界の住人。プライドが高く冷静沈着で、確かな剣の腕を持つ女将。男性にはガードが堅い。
様々なことを知っているようではあるが、当初は共闘する曹操にも明かしていなかったなど、一筋縄ではいかない印象を持たれる。また曹操の覇王たる器を見込んでいるが、途中その暴走も危惧する。
真・三國無双シリーズにおける扱いは伏犠と同様。人界にて伏犠と夫婦とされる信仰があることに関してはあまりよく思っていないようだ。
平清盛（たいらの きよもり）
武器：数珠
声：大友龍三郎 一人称：我輩 身長：200cm
平安末期の武将で平氏の棟梁。かつて遠呂智に力を与えられ、遠呂智を復活させるために冥府から復活した。雷鳴が轟くような、独特の威圧感ある口調で話す。かなりの巨漢だが智謀にも長けており、毒霧や妖術とあわせて様々な計略を用いる。
『魔王再臨』では遠呂智を復活させるために遠呂智の残党を率い、他の勢力を強襲して併合しようとしている。また、仙界に捕われていた孫悟空を開放したり、その力を利用するために義経を呼び寄せたりしたのも彼。
『2』では意外な人物の手で復活され、引き続き主要な敵役として登場する。また、遠呂智の手によって妖魔として復活したためか、存在しているだけで遠呂智の力を喰らっていく（それでもなお遠呂智本人には全く影響はない）。
武器は巨大な数珠で、相手を叩きつけるように攻撃する。攻撃速度は遅めだが威力は高く、ガード不能で相手体力を吸収する必殺技も持っている。なお、清盛の武器の名前は全て彼の息子達の名前である（1武器から順に四男→三男→…の順に名づけられている）。
源義経（みなもとの よしつね）
武器：籠手
声：織田優成 一人称：俺 身長：170cm
平安末期の伝説的な武将。源氏の九男。普段は礼儀正しい好青年だが、女性には古風な考えを持ち、甄姫や貂蝉といった美女や、あやねのような露出度の高い衣装を身に着けている者に対しては免疫がない。
清盛に呼び寄せられたが、元々敵であり、妖魔の力に魅入られた清盛には強い敵愾心を持っている。たまたま出会った呂布と戦って苦戦していたところを孫呉の軍に発見されて助けられ、共闘するようになる。
呂布とは「小僧」と揶揄されながらも幾重にも刃を交え互いを認める好敵手となり、打倒平清盛に並び、戦場に赴く新たな目標となる。
武器の小手は青白い光の刃（ライトセイバーのような物）を剣のように扱ったり、雷の玉を発射して戦うことが可能。アクションは戦国無双通常タイプ準拠。
EXチャージを発動してから一定時間内に100コンボを達成すると、武器のリーチが2倍になる（『魔王再臨』『Z』のみ）。
孫悟空（そん ごくう）
武器：如意棒
声：小山力也 一人称：俺 身長：178cm
仙界の住人で、猿の化身。お調子者だが義理堅い性格。好戦的な性格でもあり、片っ端から強者と戦うことを望んでいる。
『魔王再臨』では仙界に閉じ込められていたが清盛によって開放され、それに恩義を感じて清盛のために戦う。『2』でも引き続き清盛に味方するため主に敵役として登場するが、『2Ultimate』では殺生石の危険性に気づき（とある前日談シナリオでは彼が玉藻前封印の協力者の一人と判明）、手を引くことになる。
戦闘面においては二つに分割可能な如意棒を用いた素早い武術の他、分身を出すなど様々な仙術も使用することが可能。移動は觔斗雲に乗って行い、『Z』までは馬にも引けを取らないほどの猛スピードで移動することができたが、『2』ではスピードが抑えられた。
卑弥呼（ひみこ）
武器：銅鐸
声：前田沙耶香 一人称：うち 身長：145cm
邪馬台国に住む、女王候補の少女。常に陽気な明るい性格で楽観的な考え方をしているが、簡単に他人に心を許すことはない。邪馬台国畿内説を採用したためか、関西弁で話す。神々の血を継いでいるためか、完全に消滅してしまった遠呂智を復活させさらなる力を目覚めさせることのできる存在とされている。
妲己に懐いており、妲己も当初は利用するために彼女に接近したのだが、情が芽生えてしまい卑弥呼を母親もしくは姉のように守ろうとする。遠呂智復活後は、そのまま遠呂智軍に所属することになる。
『2』の序盤でも敵として登場するが、討伐軍に捕縛されるも甲斐姫に救われた後、ある出来事で甲斐姫と討伐軍に助けを求め、妲己と共に討伐軍に参加した。この際に妲己と弁慶以外の討伐軍武将も信用できるようになり、甲斐姫に憧れている。
武器は鬼道砲と呼ばれる銅鐸で、自身の周囲に浮かぶ2つの武器から無数の弾を発射して攻撃する。
真・遠呂智（しん・おろち）
武器：大鎌
声：置鮎龍太郎 一人称：我 身長：210cm
妲己を初めとする残党によって復活を遂げた遠呂智。復活前のような鎧・兜は身につけておらず、ジャケットを羽織ったかのような軽装の姿に大鎌を持った出で立ちとなっている。命中すると相手の無双ゲージなどを0にするビームを放つなど、一際異彩を放つ攻撃を繰り出してくる。
『2』でも登場するが、『2』本編で「ある状態」を再現するため事実上は別人、性格も本来の遠呂智と差別化された。また上述のビームは、真・合体技ゲージも強制的に消滅させてしまう。

### 『無双OROCHI Z』追加PC
三蔵法師（さんぞうほうし）
武器：袖
声：神田朱未 一人称：私
仙界の住人の1人。原典『西遊記』に登場する三蔵法師は男性僧だが、本作では肌もあらわな衣服の天真爛漫な少女。天竺への旅を終えた後は仙界に移住していた模様で、同じく仙界から逃げ出した孫悟空を連れ戻すために地上にやってきた。悟空からは「お師匠様」と呼ばれており、彼女に対しては悟空も頭が上がらない。
道中で出会う様々な人々を得意の舞いで癒しながら、清盛に付き従う悟空を追いかける。愛想がよく、純情可憐な仙界のアイドル的存在だが、孫市のキザな褒め言葉に気づかない程鈍感な面もある。
攻撃方法は衣服から長く伸びた袖での殴打。アーツを使用することで敵の動きをスローモーションにするなどの独特のアクションを見せる。
さらにアーツを発動後に100コンボ達成で、チャージ攻撃から気弾を発生させて追撃ができるようになる。
弁慶（べんけい）
武器：からくり小手・他多数の武器
声：諏訪部順一 一人称：俺様
源義経と同じ世界から飛ばされてきた大男。豪放磊落で単純な性格。主である義経を探しながら戦場を渡り歩いていたが、同時に趣味である武器のコレクションも行っていた。その方法は「相手を倒さない代わりにその武器を奪う」という、いささか強引な方法である。これ等の趣向や発言からジャイアニズムの傾向が見て取れる。
旅の途上で妲己と卑弥呼に出会い、「私たちに同行すればもっと面白い武器が手に入る」という妲己の誘いを受け、義経が見つかるまでの間、彼女らに同行することになる。
右手に装着した巨大な小手による殴打・火炎放射、背中の籠から取り出した武器による攻撃など、多彩な攻撃アクションを見せる。必殺技は「敵から奪った武器を上空から降らせる」というもので、ステージ中で撃破した武将数に応じて威力が変化する。また、モブではない武将を倒すとその武将の武器がグラフィックに反映されるようになる（例：長宗我部元親を撃破後に使用→三味線が降って来る）。
なおチャージによる地面への潜り攻撃は、『2』では「時間延長」、「即座に浮上」など潜る時間を調整できる。
百々目鬼（どどめき）
武器：妖の籠手
声：岡本寛志 一人称：我
牛鬼（ぎゅうき）
武器：巨大棍棒
声：藤本たかひろ 一人称：俺
どちらも『魔王再臨』より登場した新たな妖魔の代表的存在であり、百々目鬼は一つ目妖魔が、牛鬼は巨漢妖魔がプレイアブル化したキャラクター。見た目同様に百々目鬼はスピード、牛鬼はパワーにそれぞれ特化したキャラクターとなっている。
厳密には初登場の『魔王再臨』の時点で操作可能であったが、バーサスモードとサバイバルモードのみに限られていた。他の武将同様に全モードで使用可能になったのは『Z』以降である。
『2』では個々の台詞が増えたことや、DLCでの特別衣装、彼等が活躍するステージの登場により、同じタイプの妖魔と比べても個性が現れるようになった。

### 『無双OROCHI2』追加PC
かぐや
武器：榊・鏡
声：牧島有希 一人称：私（わたくし） 身長：160cm
最後に残った武将である馬超・司馬昭・竹中半兵衛の前に現れた、時を渡る力を持つ女性。
英傑たちを救うためには過去へ渡る必要があることを告げ、3人を妖蛇によって滅ぼされる前の過去へと誘う。戦闘においては、自身の周囲に浮遊する3つの鏡から発する光線と、榊の枝を降ることで出現する笹の木を駆使する。
酒呑童子（しゅてんどうじ）
武器：巨大徳利（縄付き）
声：小西克幸 一人称：私 身長：210cm
力強さと風格を兼ね備える寡黙な大男。名前以外の記憶を一切持たず、それ故に妖魔の言いなりになって働いていた。後に太公望との交換条件により、記憶を取り戻すために討伐軍に加わる。縄付き徳利を巧みに操って殴打する、バズーカ砲のように担いで空気弾を撃ち出すなどの多彩な攻撃を繰り出す。
数年前に滅した遠呂智と深く関わっている存在で、太公望は彼の存在なくして妖蛇を滅することはできないと語る。
哪吒（なた）
武器：四象圏（両手両足の周囲に纏う輝く環）
声：宮坂俊蔵 一人称：ボク 身長：165cm
少年のような風貌をもつ、仙界の若き将。遠呂智との戦いで命を落としたが、何者かの改造を受けて機械仕掛けの体を得て蘇った。自身の力に絶対の自信を持ち、常に完璧な強さを維持するために身体の改造・調整に余念がなく、生身の人間を足手まといとしか思っていない。
妖蛇出現前に貂蝉を殺したため呂布に敵視されて何度も襲撃を受けるが、それを歯牙にもかけないほどの強さを誇る。孫悟空とは旧知の仲であり、悟空と行動する平清盛に協力することもある。
同名のキャラクターが過去にも同社のゲーム『封神演義』シリーズに登場しているが、設定は大きく異なる。
素戔嗚（すさのお）
武器：天叢雲剣
声：浜田賢二 一人称：我 身長：200cm
仙界軍の長であり、仙界において無双と恐れられた勇壮な武人。妖蛇を倒すために地上にやってきたが、登場時点では人間を脆弱な存在として信頼しておらず、何度も討伐軍の前に立ちはだかる。
彼をプレイアブル化した後の追加会話では、本編でも語られなかったいくつもの謎を知ることが出来る。
ジャンヌ・ダルク
武器：槍
声：冬馬由美 一人称：私 身長：165cm
『BLADESTORM 百年戦争』より登場。オルレアンの乙女とも称される、百年戦争における英雄。
フランス軍兵士と共にこの世界に飛ばされて来た際、自分以外の兵士が清盛と悟空の傀儡の術で操られてしまい窮地に陥っていたが、孫市の命を賭した援護で戦場を脱出し討伐軍に合流し、かぐやの力で自分の過去へ戻って孫市を救う。
アキレウス
武器：サイフォス
声：神奈延年 一人称：俺 身長：188cm
『TROY無双』より登場。ギリシャ神話の英雄で、戦いと己の栄光のみを追い求める、神をも恐れぬ獰猛な男。
妲己軍の切り札として討伐軍の前に立ちはだかるが、妲己の降伏により討伐軍と合流する。
ネメア
武器：ランカ
声：小山力也 一人称：私
『ジルオール』シリーズ、ないし『トリニティ ジルオール ゼロ』より登場。三国志・戦国時代・イギリス・ギリシャ・現代のいずれでもない架空の別世界であるバイアシオン大陸の英雄。
アキレウスに足止めされている討伐軍の前にディンガル帝国軍を率いて援軍に現れ、以後は討伐軍に加わる。
あやね
武器：風舞小太刀
声：山崎和佳奈 一人称：私 身長：157cm
『デッド オア アライブ シリーズ』より登場。霧幻天神流忍術を駆使する、現代世界からやってきたくノ一。
単独で妖魔を撃破しながら世界をさまよっていたが、源義経との出会いを経て討伐軍に加わり、『2Ultimate』ではかすみと再会した。本作でもかすみを敵視しているが結局は彼女と共闘する道を選び、かすみの奇襲作戦も手伝った。
武器および初期衣装は『NINJA GAIDEN Σ2』のものだが、出典は『DEAD OR ALIVE』シリーズとして扱われている。テーマ曲は『デッド オア アライブ2』のアレンジ。
リュウ・ハヤブサ
武器：龍剣
声：堀秀行 一人称：俺 身長：179cm
『NINJA GAIDEN』シリーズより登場。龍の魂が宿る剣「龍剣」を受け継ぐ現代世界の忍者。
左慈・弁慶と共に行動していた。東京摩天楼と融合した姉川で平清盛の傀儡の術を妨害するために討伐軍の前に姿を見せ、以降は合流する。
テーマ曲は『忍者龍剣伝』のアレンジ。

### 『無双OROCHI2 Special』追加PC
安倍晴明（あべの せいめい）
武器：扇子・式神
声：細谷佳正 一人称：私
平安の世に生きる天才陰陽師で、天文や呪術など陰陽道に通じている。白い子狐を連れている。天才ゆえに力を持て余していたが、ある時、遠呂智の世界への裂け目を見つけ、自らその世界に降り立つ。上田城を占拠し、さらに式神（外見は三国と戦国の汎用武将）を使って全ての侵入者を排除するが、後に城を討伐軍に返還し、自身も討伐軍に参加する。
オリジナルキャラクター。ただし戦国無双キャラクターに近いアクション構成であり、『2Hyper』における無双奥義のカットイン演出も戦国無双武将に準拠する。
レイチェル
武器：インフェルノハンマー・666式ヘヴィマシンガン
声：富沢美智恵 一人称：私
『NINJA GAIDEN』シリーズより登場。自身も魔神の血を引く魔神ハンター。魔神狩りの最中にこの世界に飛ばされた。諸葛恪ら孫呉の残党と共闘し、江東の妖魔軍を駆逐する最中で討伐軍と合流する。

### 『無双OROCHI2 Hyper』追加PC
神農（しんのう）
武器：赭鞭
声：福原耕平 一人称：私
仙界からやってきた仙人の一人。後方支援を担当した為、長らく仙界に残っていたが、陽平関が突破された後で姿を現し、また妖蛇討伐軍に帰順してない劉循と徳川秀忠の援軍として加勢する。この戦いでは撤退に追い込まれるほどのダメージを追った武将の傷を全快させる能力を使用する。
物腰は柔らかいが性格は素戔嗚並みの頑固者であり、伏犠から「石頭」呼ばわりされることもある。本作では伏犠と女媧と同様、三皇として扱われる。
紅葉（もみじ）
武器：天龍薙刀・神楽弓
声：皆口裕子 一人称：私
『NINJA GAIDEN』シリーズより登場。隼の里のくの一にして龍の巫女。妖蛇が改変後世界で出現した後、隼の里と融合した宛城で姿を現せ、リュウと賈詡を窮地から救い出す。
レイチェルと同様、タイプアクションと一部のチャージ攻撃は射撃武器「神楽弓」による攻撃である。無双奥義のカットイン演出は戦国無双キャラクターと同じ。

### 『無双OROCHI2 Ultimate』追加PC
玉藻前（たまものまえ）
武器：巻物
声：小松由佳 一人称：わらわ
伏儀・女禍・神農の手によって遥か昔に「殺生石」に封じられていたが、あるきっかけにより復活。手に持った「神鏡」は光を浴びせた者を鏡の中に閉じ込める力を持つ。一人称は「わらわ」で古い言葉遣いで喋る。
生きる為に偽の武将を作って争乱を起こし、無双武将たちの負の感情を糧にする。そして、彼女こそが遠呂智誕生のきっかけとなった元凶である。
彼女が率いる武将と兵士は、外見は既存の妖魔兵をベースとした物だが、色や髪型が変更され（巨漢妖魔と一つ目妖魔の汎用武将は牛鬼・百々目鬼の第2コスチューム）、遠呂智軍とは名前も異なる。
九尾の狐（きゅうびのきつね）
武器：羽衣
声：小松由佳 一人称：わらわ
人間のような姿と、狐のような耳をあわせもつ妖魔。その名の通り腰からは9本の尾が生えている。装備する武器は羽衣だが、実際にはこの尾を攻撃に用いる。
玉藻前の本性（正体）であり、本編は追い詰められた時に姿を現した為か、気性が玉藻前の時よりも荒い。現実世界の戦場で離間を繰り返し、彼女と同じ口調で喋る偽武将の正体は、九尾の尻尾である。妲己と同一人物とする伝承もあるが、本作品には反映されておらず完全な別人。
彼女が使用可能になった後、本編終了後の彼女が主人公となる後日談ステージが追加される。
応龍（おうりゅう）
武器：双龍剣
声：真殿光昭 一人称：俺
過去の仙界に存在していた猛将。その勇猛さが周囲の将や上層から評価されており、配下からの信望も厚い。反面、相手の地位を問うことなく真っ直ぐに信念を貫こうとする欠点も持つ。そのため玉藻前に騙され、大きな悲劇が起きてしまう。
後の遠呂智となった人物であったが、同作ではこのシナリオの後も引き続きプレイヤーキャラとして使用できる。
哪吒（人型）（なた：ひとがた）
武器：火尖槍
声：宮坂俊蔵 一人称：ボク 身長：165cm
過去の仙界で若き将として活動していた、戦死して機械仕掛けの体を得る前の哪吒。当時は武器も肌も髪の色も異なっていた。改造後に比べると性格はやや明るいが、無鉄砲な面もある。人間を見下している点は当時から変わらず。
渾沌（こんとん）
武器：鉈
声：大場真人 一人称：俺
異世界に棲む妖魔。人語を操る獣の頭と二対の大きな翼、二対の腕を持ち、武器はすべての腕に持つ大きな鉈。アンリミテッドモードにおける妖蛇以外のもうひとつの脅威とされており、同モード専用のラストボスとして降臨する。条件を満たすとストーリーモードでも使用可能になるが物語には直接絡まない。
その名の通り、秩序のない混沌とした世界を好む。アンリミテッドモードでは侵入者に対して容赦無しだが、ストーリーモードの陣地会話では気さくな面が見られる。
当キャラクターの登場に伴い、『2』で袁紹を煽てて利用していた同名の一つ目妖魔武将は、『2Ultimate』では「魍魎」に改名された。
かすみ
武器：霧月刀
声：桑島法子 一人称：私
『DEAD OR ALIVE 5』より登場。自身のクローンを追っていたところ、突如生じた時空の歪みに落ち、異世界へ飛ばされてしまう。後に異父妹にして刺客でもあったあやねに発見された。
出典は『DEAD OR ALIVE 5』で、初期衣装もお馴染みの青装束「瑠璃光」 だが、武器は『NINJA GAIDEN 3 Razor's Edge』と同じく霧月刀を使って戦う。
あやねと同様、テーマ曲は『DEAD OR ALIVE 2』のもの。
ステルケンブルク・クラナッハ
武器：大剣
声：小杉十郎太 一人称：私
『アーランドのアトリエ』シリーズ より登場。愛称はステルク。『メルルのアトリエ 〜アーランドの錬金術士3〜』におけるメルルの護衛任務を終えた後にアーランドに戻ろうとしたところ、時空の歪みに巻き込まれて異世界へとたどり着いた。
その異世界で出会った孫尚香を黄蓋が「姫」と呼んだことから彼女をこの世界の姫と認識し、彼女を守るために奮起する。
ソフィーティア・アレクサンドル
武器：オメガソード・エルクシールド
声：中村千絵 一人称：私
『ソウルキャリバー』シリーズより登場。唯一コーエーテクモの系列ではない、他社（バンダイナムコゲームス）の作品から登場しているキャラクター。時系列は『ソウルキャリバーIV』本編終了後 で、子どもたちの無事を確かめようと家路を急ぐ途中、時空の歪みに巻き込まれてしまう。そこで、平清盛の魔の手から孫堅とねねと福島正則に救われる。

### 『無双OROCHI3』追加PC
ゼウス
武器：ケラウノス
声：松山鷹志 一人称：わし
オリュンポスの神々の上に君臨する王。あらゆる事象を見通し、強大な力で秩序を守っている。
腕輪を使って遠呂智の異世界を再現した張本人であったが、その真意は不明。
アテナ
武器：イージス
声：三森すずこ 一人称：私
戦いと知恵を司る女神。ゼウスの娘。
当初は腕輪を盗んだペルセウスを捕らえるべく人間・仙界の連合軍と敵対するが、最終的には彼らと共闘する。
アレス
武器：テュポーン
声：古川慎 一人称：俺
ゼウスと正妻・ヘラの間に生まれた嫡男。神は絶対な力で人間を厳しく管理すべきだと考えている。
ロキ
武器：ミストルテイン
声：下野紘 一人称：私
アースガルズの神。オーディンの命を受けてペルセウスに化け、ゼウスの企みをかく乱する。
オーディン
武器：グングニル
声：荒井聡太 一人称：私
アースガルズを統べる神。原典の神話では神々の戦争・ラグナロクで討たれたが、本作ではラグナロクを制して生き延びた。
そのため、力に対して異常なほどの執着を示すようになり、自身の滅亡を防ぐため暗躍している。
蛟（みずち）
武器：鎌
声：福原耕平 一人称：俺
『無双OROCHI』一作目から登場する妖魔武将。弱者相手には強気になる小悪党ではあるが、自分が雑魚であることを自覚しており、陣地会話では卑屈な発言することもある。
『3』ではプレイアブル化。通常・チャージ攻撃モーションは遠呂智と同一だが、性能は遠呂智より劣る。
汎用妖魔武将の蛟はシリーズ全体を通して出番が多く、『2』ではDLCで妖蛇のテーマ曲を無断拝借して自分の曲と主張したりするなど個性が強い。

### 『無双OROCHI3 Ultimate』追加PC
ガイア
武器：ヘカトンケイル
声：早見沙織  一人称：私
多くの大地を生み出した、オリュンポスの地母神。登場当初は肉体を失った状態で連合軍と合流するが、体を得た後は正式に参戦する。
ペルセウス
武器：ミストルテイン
声：下野紘  一人称：私
本物の英雄・ペルセウスその人、物語の裏側でガイア・ロキと共にオーディンの目的を追う。オーディンに疑われたロキを守るため、そしてロキをオーディンの目的に近づかせるために、あえて彼に殺害された後も、肉体を失った状態でオーディンを操る黒幕の正体を探し続けていた。
条件を満たすことで復活し、使用可能になる。グラフィックや口調はロキの化けた偽のペルセウスとは異なっている。
ハデス
武器：デスサイズ
声：関智一  一人称：俺
楊戩
武器： 武器:三尖両刃刀・哮天犬
声：松原大典  一人称：私

### NPC（ノンプレイアブルキャラクター）
遠呂智軍汎用武将
遠呂智の配下である妖魔。やや小太りな体格で槍を装備している。名前は後述の巨漢妖魔や一つ目妖魔を含めて日中の妖怪から来ている。
名前は 蛟、以津真天、飛頭蛮、黄泉軍、鉄鼠、猩々、陰摩羅鬼、修陀、野槌、隠形鬼、風鬼、水鬼、金鬼、猪豚蛇、仙狸。
プレイアブルキャラとしての蛟は上述。
巨漢妖魔
『魔王再臨』より登場した猪のような巨大な妖魔。見た目通りのパワータイプで、棍棒を振り回したりプレイヤーを掴んで投げ飛ばしたりして攻撃してくる。
名前は牛鬼、銹着等、酸与、狻猊、燭陰、螭首、檮杌、饕餮、独足鬼、偽何歟、馬絆蛇、魔計奴鬼、亡者火、夜刀神、鱗舐。
プレイアブルキャラとしての牛鬼は上述。
一つ目妖魔
『魔王再臨』より登場した、忍者のような素早い動きをする妖魔。風魔小太郎同様に、腕を伸縮させて攻撃することもできる。
名前は百々目鬼、悪樓、蝟怪、隠神刑部、襟立衣、煙々羅、睚眦、瘧鬼、窮鬼、窮奇、僵死、蚣蝮、蜈蚣姥、渾沌（魍魎）。
プレイアブルキャラとしての百々目鬼は上述。
妖蛇（ようじゃ）
『2』におけるボスキャラクター。異世界で突然に現れた、ヤマタノオロチにも似た巨大な怪物。強大な力を持っており、人間と仙界の勢力を壊滅状態に追い込んだ。
その正体とは、かつて完全に死亡した遠呂智から変貌した怪物。妖蛇を倒すと遠呂智（特定ルート終盤は真・遠呂智）の姿に戻ったが、本来の人格と理性はすでに失っており、破壊の意思しか残ってない。妖蛇の実態を知った政宗と慶次と妲己が討伐軍側に付くが、清盛らは以前と変わらず妖蛇化した遠呂智と共に破滅のために行動する。
その巨体の故に、ゲーム本編では「とある射撃兵器」でしか妖蛇を倒すことは出来ない。
天帝（てんてい）
『2Ultimate』で登場した仙界の長で、神鏡本来の持ち主。外見は老人だが、衣装は『真・三國無双シリーズ』の献帝と同じ。遠呂智の大罪とは、本来の歴史で天帝を殺したことである。
偽のペルセウス
『3』で登場したオリュンポスの英雄。神であるゼウスと、人であるダナエーの間に生まれた半神。ゼウスによる人間界への介入を憂い、世界の混乱を防ぐため人間側に加勢するが…。
『3』のペルセウスは本物ではなく、ロキがペルセウスに成りすました姿であり、システム台詞も正体判明後の彼と異なる。

### その他
ナレーションはシリーズを通して田中亮一が担当している。

### 客演情報
『真・三國無双シリーズ』や『戦国無双シリーズ』における、本シリーズのキャラクターの客演について記述する。
- 『真・三國無双 MULTI RAID』 - 遠呂智、平清盛、妲己、真・遠呂智がNPCとして登場。
- 『真・三國無双 MULTI RAID 2』 - 伏犠、女媧、孫悟空、三蔵法師がPCとして登場。
- 『戦国無双 Chronicle 2nd』 - 源義経、平清盛、弁慶、酒呑童子、素戔嗚、牛鬼、百々目鬼がNPCとして登場。
- 『戦国無双 Chronicle 3』　- 遠呂智、孫悟空、九尾の狐がNPCとして登場する。

このほか『真・三國無双 VS』には、本シリーズ同様にリュウ・ハヤブサとあやねがゲスト出演しており、武器やモーションは本シリーズに準じている。